# 普福费尔德
普福费尔德是德国巴伐利亚州的一个市镇。总面积23.89平方公里，总人口1505人，其中男性777人，女性728人（2011年12月31日），人口密度63人/平方公里。